# Lorenzo Gatto
Lorenzo Gatto (Brussel, 2 december 1986) is een Belgische violist. In 2009 behaalde hij de tweede plaats in de Koningin Elisabethwedstrijd 2009 (voor viool).

## Biografie
De jonge Gatto kreeg op aansturen van zijn ouders als 5-jarige les volgens de Suzuki-methode waar het speelplezier centraal staat. Daarna volgden lessen volgens een meer klassiek patroon. Op 12-jarige leeftijd schreef hij zich in aan het Koninklijk Conservatorium te Brussel, waar hij de eerste prijs viool behaalde. Nadien werd hij toegelaten tot de Muziekkapel Koningin Elisabeth. Twee jaar nadien onderscheidde hij zich met het hoger diploma. Vervolgens vervolmaakte hij zich in de klas van Augustin Dumay en Herman Krebbers.
Sinds 2005 studeert hij in de klas van Boris Kuschnir aan het Conservatorium te Wenen. Gatto concerteerde in instellingen als het Paleis voor Schone Kunsten te Brussel, de Salle Cortot, de Bridgewater Hall. Hij wordt regelmatig uitgenodigd op internationale muziekfestivals. De violist soleerde met orkesten als het BBC Philharmonic Orchestra, het Charlemagne Orchestra en het Koninklijke Kamerorkest van Wallonië. Lorenzo Gatto bespeelt een viool van Jean-Baptiste Vuillaume in bruikleen van de vzw Carlo Van Neste.
In 2007 richtte hij samen met andere musici de vzw Cl4ssiK op met als doel klassieke muziek meer toegankelijk te maken voor een jong publiek.
In 2009 was hij de enige Belgische laureaat in de prestigieuze Koningin Elisabethwedstrijd 2009, waar hij de tweede plaats behaalde, na Ray Chen. Tijdens de voorbereiding in de Muziekkapel Koningin Elisabeth voelde hij zich naar eigen zeggen zeer op zijn gemak omdat hij de plek goed kende van zijn vorige opleiding onder leiding van Augustin Dumay. Ook was hij lange tijd een violist maar voelt zich gaandeweg een musicus worden. Hij houdt ook veel van opera en van Mozarts muziek.
Tijdens de finaleweek van het concours Koningin Elisabeth vertolkte hij naast het plichtwerk de sonate nr 3 in la mineur opus 25 van George Enescu en het concerto nr 1 in re majeur opus 6 van Nicolo Paganini. Hij won ook de publieksprijs Prix Musiq'3 van de RTBF ter waarde van € 2 500.

## Onderscheidingen
- eerste prijs én de publieksprijs op de RNCM Manchester International Violin Competition
- eerste prijs op de Internationale Wedstrijd Andrea Postacchini
- laureaat van de Belgian Foundation for Young Soloists
- 2e prijs in de Koningin Elisabethwedstrijd voor viool 2009, te Brussel en de publieksprijs Prix Musiq'3

## Discografie
De violist nam onlangs de strijktrio's en het Forellenkwintet van Franz Schubert op. Gatto is van zins kamermuziek op te nemen samen met de pianist Milos Popovic.